# Naviculavolva
Genre
Naviculavolva est un genre de mollusques gastéropodes de la famille des Ovulidae. 

## Liste d'espèces
Selon World Register of Marine Species (9 mars 2021) :
- Naviculavolva debelius Lorenz & Fehse, 2011
- Naviculavolva deflexa (G. B. Sowerby II, 1848)
- Naviculavolva elegans Fehse, 2009
- Naviculavolva kurziana (Cate, 1976)
- Naviculavolva malaita (Cate, 1976)
- Naviculavolva massierorum (Fehse, 1999)